# Sonia Amelio
Sonia Amelio (Ciudad de México, México, 1941) es una bailarina, música, coreógrafa y actriz mexicana. Se caracteriza por ser intérprete y arreglista de castañuelas.

## Historia
Sonia fue educada como pianista y bailarina desde los seis años. Fue entrenada en la danza, en estilos tanto clásicos y tradicional españoles como latinoamericanos de ballet. Amelio desarrolló arreglos de castañuelas para acompañar las obras de compositores como Chopin y Liszt, y fue artista invitado de orquestas en varios países, incluyendo las sinfónicas de la ciudad de Novosibirsk, de Rusia y de Reutlingen, Alemania. También desarrolló rutinas de baile para acompañar a las obras de los compositores de la era romántica, tales como Beethoven y Paganini.
Durante los años 1969 y 1970 trabajó como actriz dramática en una serie de películas y programas de televisión en su México natal. Su única aparición en Hollywood fue un pequeño papel en The Wild Bunch (1969), dirigida por Sam Peckinpah. Interpretaba a una joven mexicana llamada Teresa, que es asesinada a tiros por un amante en una plaza pública después de declararse por su vida.
Gran parte de su carrera reciente se ha dedicado a la educación musical. Ha llevado a cabo seminarios y clases magistrales sobre la danza y la coreografía en Asia, África y sus afiliaciones institucionales han incluido el Coreográfico del Instituto de Beijing y el Instituto Ana Pavlova de Moscú.